# Liên đoàn Cơ học Lý thuyết và Ứng dụng Quốc tế
Liên đoàn Cơ học Lý thuyết và Ứng dụng Quốc tế hay Liên đoàn Quốc tế về Cơ học Lý thuyết và Ứng dụng, viết tắt theo tiếng Anh là IUTAM (International Union of Theoretical and Applied Mechanics) là tổ chức phi chính phủ - phi lợi nhuận quốc tế hoạt động trong lĩnh vực nghiên cứu vật lý cơ học về lý thuyết và ứng dụng. IUTAM được coi là được thành lập khi Giáo sư Theodore von Kármán của Trường Đại học Aachen đã tổ chức một hội nghị ở Innsbruck vào tháng 9 năm 1922. Mục đích của hội nghị năm 1922 là để thảo luận các câu hỏi của thủy động lực học và khí động học.
IUTAM là thành viên của Hội đồng Khoa học Quốc tế (ISC), và của Hội đồng Quốc tế về Khoa học (ICSU) trước đây.
Trong năm 2010, tổ chức này bao gồm hơn 450 thành viên tích cực đến từ 55 quốc gia và 18 tổ chức có liên quan.

## Mục tiêu
Mục tiêu của IUTAM là:
1. Hình thành mối liên hệ giữa con người và các tổ chức tham gia vào các công trình khoa học trong tất cả các chi nhánh của lý thuyết và ứng dụng cơ học và khoa học liên quan, bao gồm cả điều tra phân tích, tính toán và thực nghiệm;
2. Tổ chức Đại hội quốc tế về lý thuyết và ứng dụng cơ học thông qua một ủy ban điều hành, và tổ chức các cuộc họp quốc tế khác cho các đối tượng thuộc lĩnh vực lý thuyết và áp dụng cơ học;
3. Tham gia vào các hoạt động khác nhằm thúc đẩy sự phát triển của cơ học, cả lý thuyết và ứng dụng, là một nhánh của khoa học.

## Hoạt động
| Nr. | Năm    | Địa điểm  | Nhiệm kỳ  | Chủ tịch           | Tổng thư ký          |
| --- | ------ | --------- | --------- | ------------------ | -------------------- |
| 25. | 8/2020 | Milan     |           |                    |                      |
| 24. | 8/2016 | Montreal  | 2016-2020 | Nadine Aubry       | Henryk Petryk        |
| 23. | 2012   | Bắc Kinh  | 2012-2016 | Viggo Tvergaard    | Frédéric Dias        |
| 22. | 2008   | Adelaide  | 2008-2012 | T.J. Pedley        | Frédéric Dias        |
| 21. | 2004   | Warsaw    | 2004-2008 | L. B. Freund       | D. H. van Campen     |
| 20. | 2000   | Chicago   | 2000-2004 | H. K. Moffatt      | D. H. van Campen     |
| 19. | 1996   | Kyoto     | 1996-2000 | W. Schiehlen       | M. A. Hayes          |
| 18. | 1992   | Haifa     | 1992-1996 | L. van Wijngaarden | F. Ziegler           |
| 17. | 1988   | Grenoble  | 1988-1992 | P. Germain         | W. Schiehlen         |
| 16. | 1984   | Lyngby    | 1984-1988 | J. Lighthill       | W. Schiehlen         |
| 15. | 1980   | Toronto   | 1980-1984 | D. C. Drucker      | J. Hult              |
| 14. | 1976   | Delft     | 1976-1980 | F. I. Niordson     | J. Hult              |
| 13. | 1972   | Moskva    | 1972-1976 | H. Görtler         | F. I. Niordson       |
| 12. | 1968   | Stanford  | 1968-1972 | W. T. Koiter       | F. I. Niordson       |
| 11. | 1964   | Munich    | 1964-1968 | M. Roy             | H. Görtler           |
| 10. | 1960   | Stresa    | 1960-1964 | G. Temple          | M. Roy               |
| 9.  | 1956   | Brussels  | 1956-1960 | F. K. G. Odqvist   | M. Roy               |
| 8.  | 1952   | Istanbul  | 1952-1956 | H. L. Dryden       | F. A. van den Dungen |
| 7.  | 1948   | London    | 1948-1952 | J. Pérès           | J. M. Burgers        |
| 6.  | 1946*  | Paris     |           |                    |                      |
| 5.  | 1938   | Cambridge |           |                    |                      |
| 4.  | 1934   | Cambridge |           |                    |                      |
| 3.  | 1930   | Stockholm |           |                    |                      |
| 2.  | 1926   | Zürich    |           |                    |                      |
| 1.  | 1924   | Delft     |           |                    |                      |
| TL  | 1922   | Innsbruck |           |                    |                      |

(*) Tại Đại hội 6 Paris năm 1946 Liên đoàn chính thức có tên IUTAM.